# Isla Blanca (Chubut)
La isla Blanca es una pequeña isla de origen rocoso del mar Argentino, se encuentra ubicada aproximadamente a unos 800 metros de la costa, en la provincia argentina del Chubut, más precisamente en el Departamento Florentino Ameghino. Las medidas de la isla son 500 metros de longitud máxima y 400 metros de ancho máximo. Presenta una forma circular con el eje mayor en sentido norte-sur. Se encuentra en la posición geográfica 45°03′05″S 65°58′02″O / -45.05139, -65.96722, al oeste de la Punta Castillo, y al noreste de Bahía Bustamante. 
Se trata de una isla rocosa que presenta restingas en sus costas, donde además existen una colonias de nidificación de gaviota cocinera (Larus dominicanus) entre otras muchas.
En 2008 se creó el Parque Interjurisdiccional Marino Costero Patagonia Austral, el cual incluye a la isla Blanca.